# Виттен

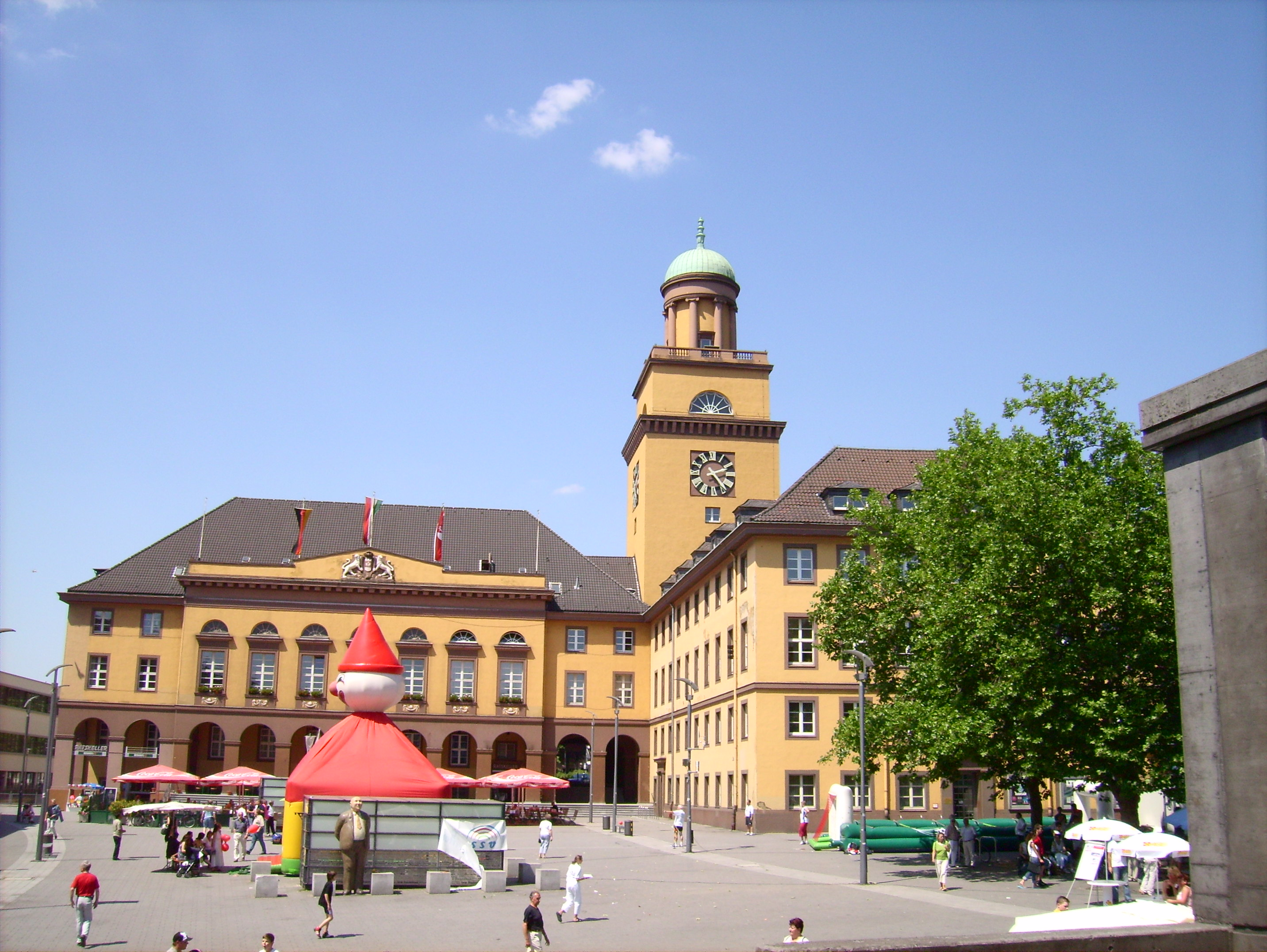
Городская ратуша

Ви́ттен (нем. Witten) — город в Германии, в земле Северный Рейн-Вестфалия.
Население — 101 тыс. жителей (2005).

## Личности
- Бедекер, Юлиус Теодор (1814-1880) — немецкий книготорговец и издатель
- Бедекер, Фридрих Вильгельм (1823-1906) — немецкий миссионер протестантизма в Российской империи

| Год  | Население |
| ---- | --------- |
| 1925 | 45 000    |
| 1995 | 105 423   |
| 2000 | 103 384   |
| 2005 | 101 181   |
| 2010 | 98 601    |

## Галерея

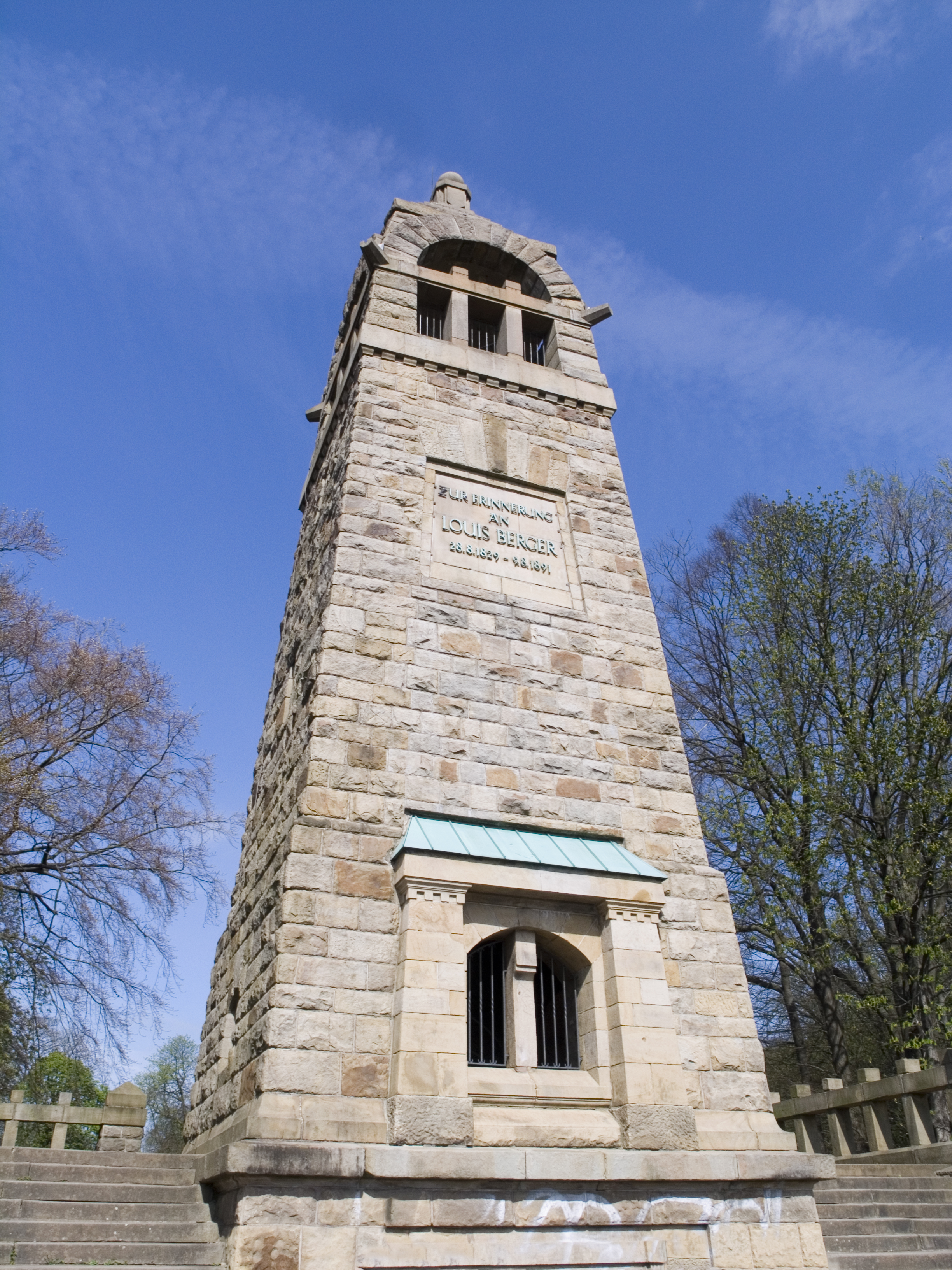
Монумент Бергера
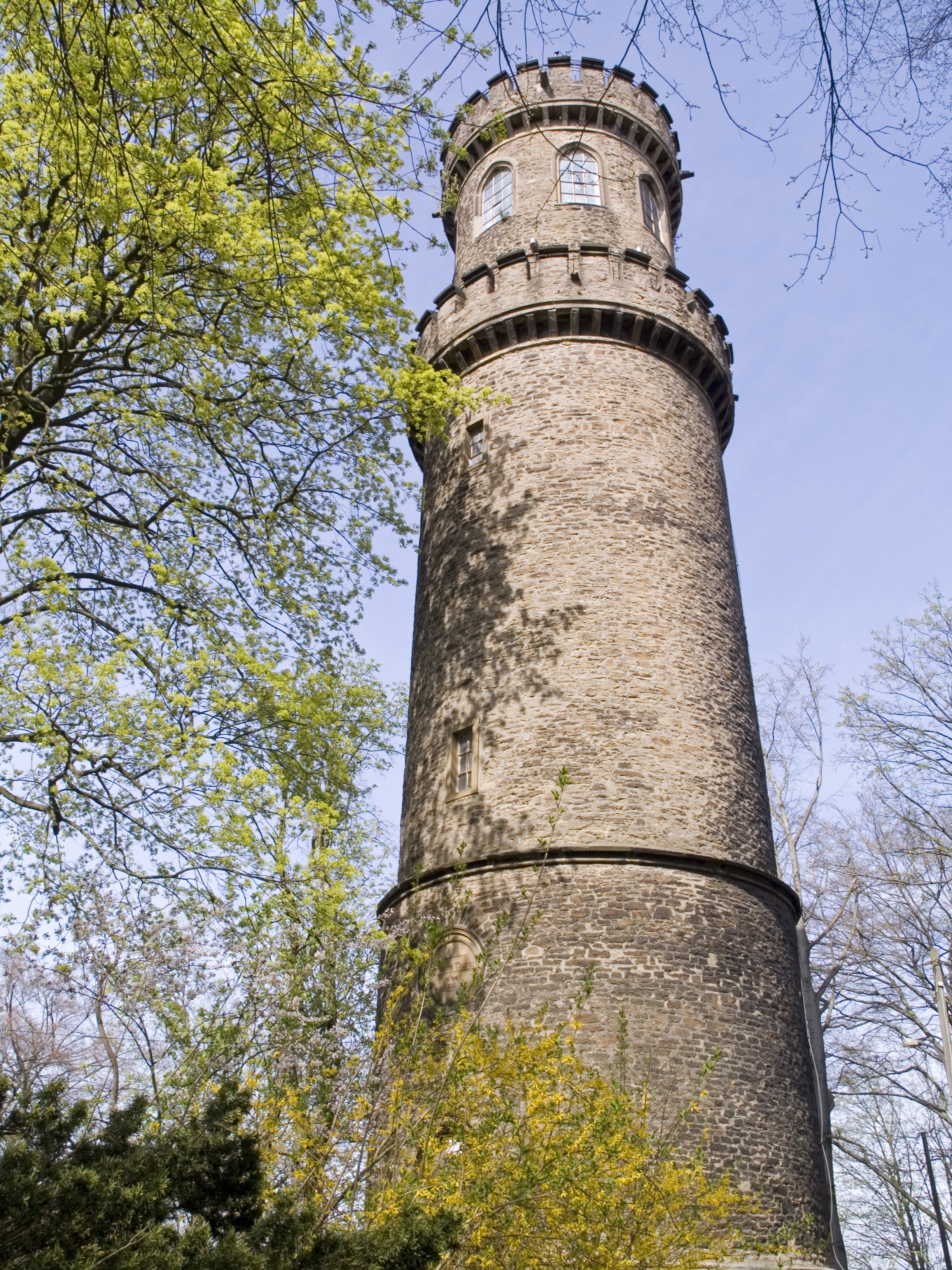
Башня Елены
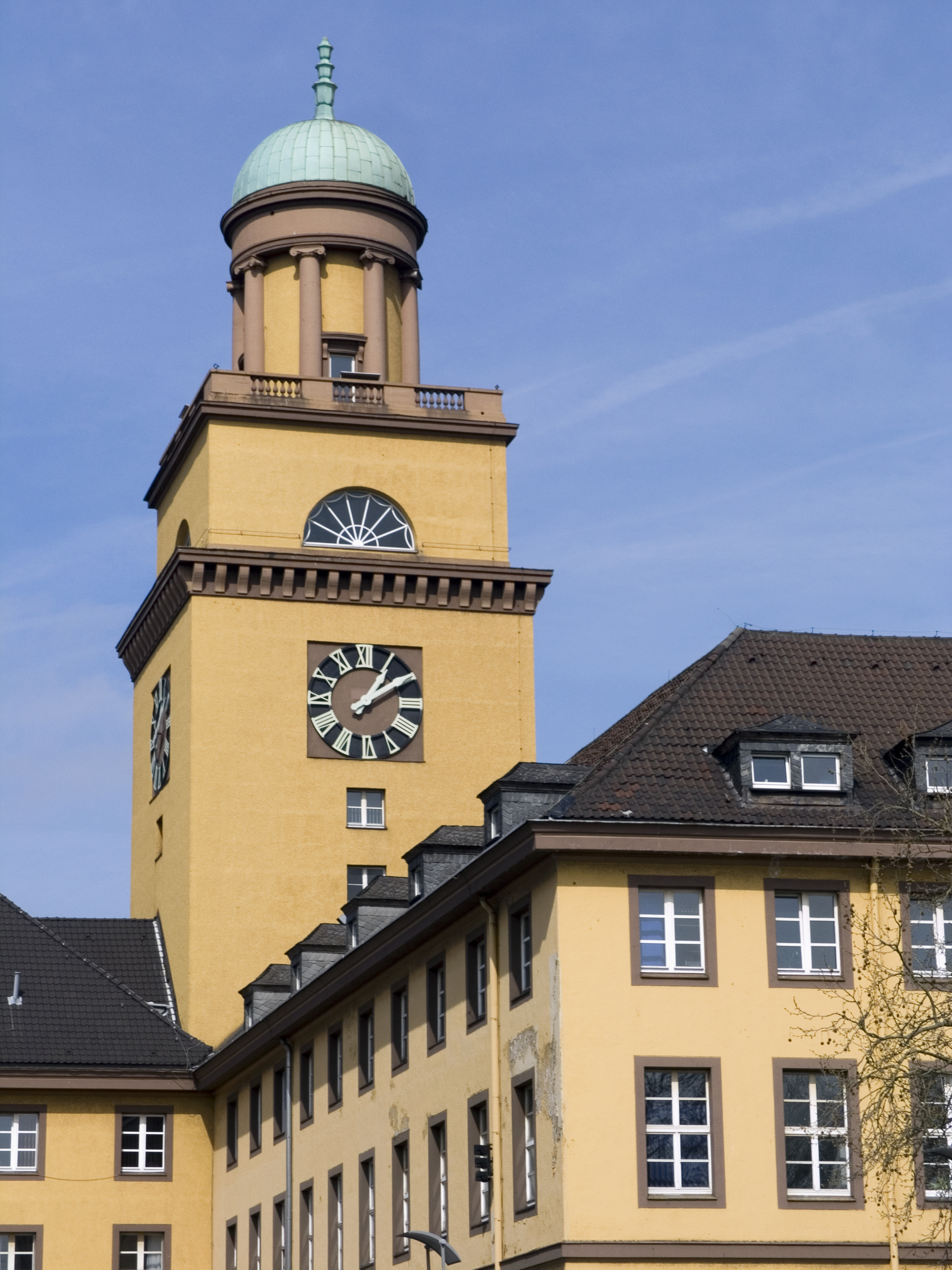
Ратуша
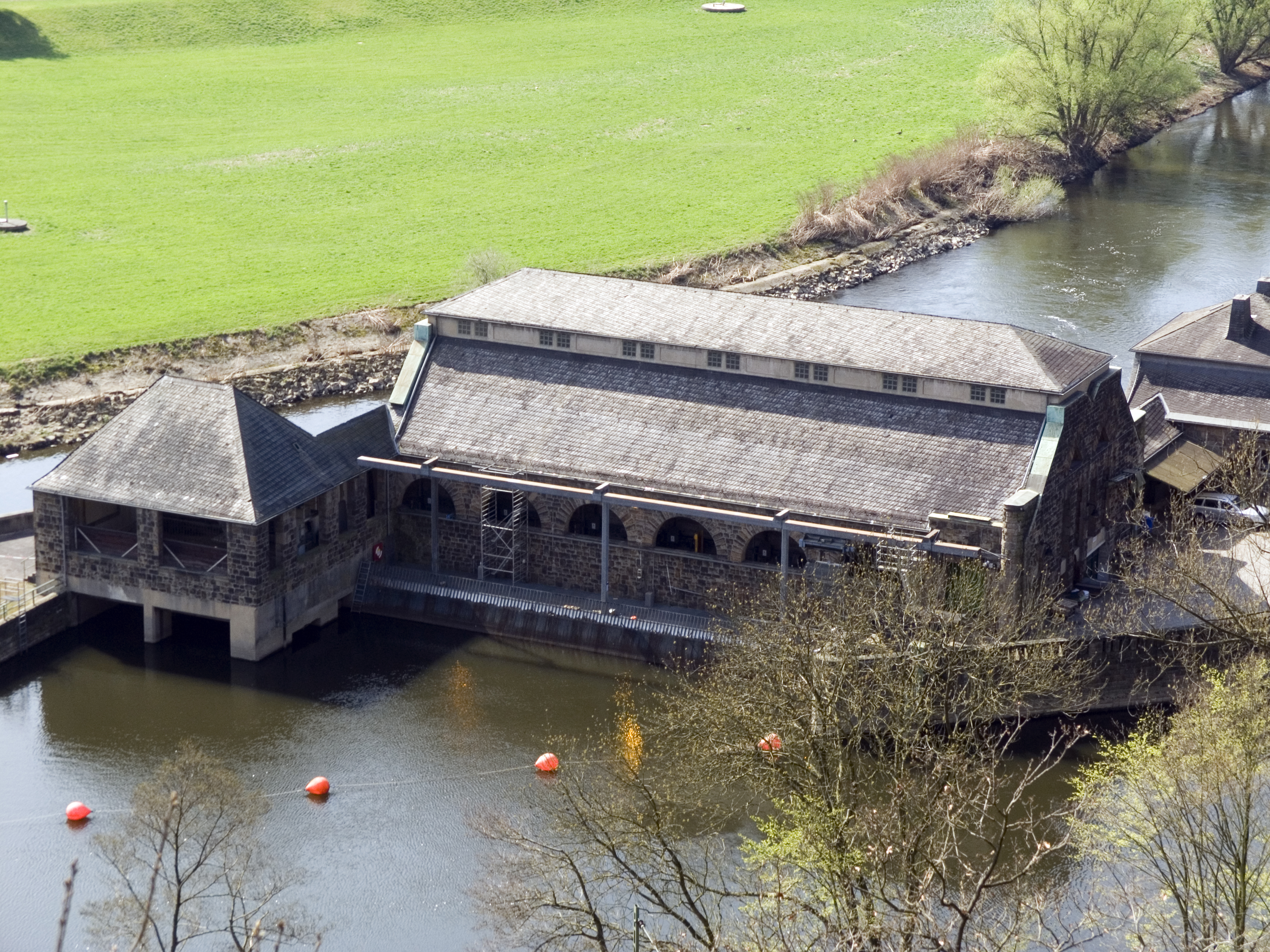
ГЭС Хоэнштайн
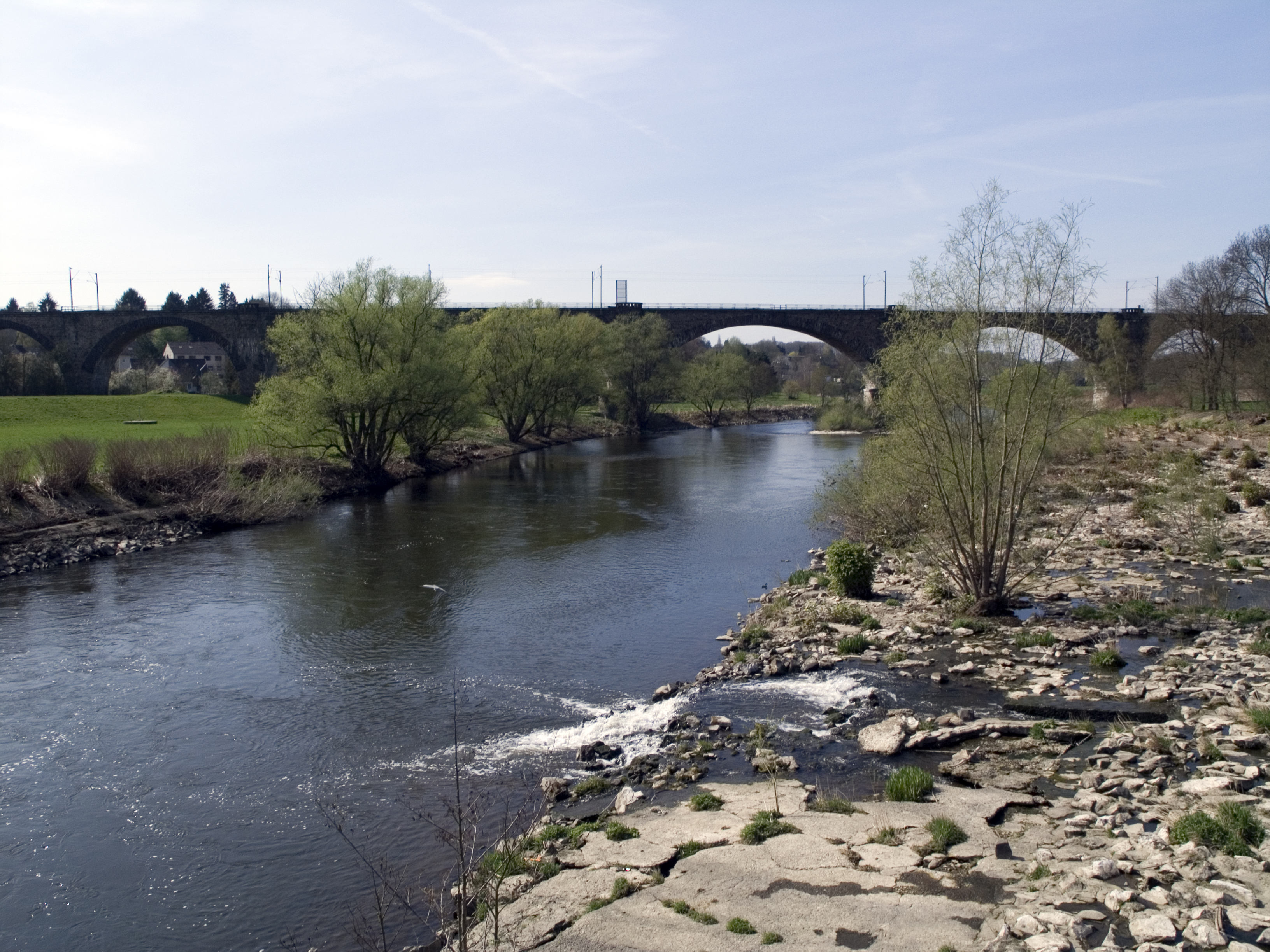
Рурский виадук